# Cosmosoma saron
Cosmosoma saron là một loài bướm đêm thuộc phân họ Arctiinae, họ Erebidae.